# José Luís Pires Laranjeira
José Luis Pires Laranjeira (Melgaço, Portugal, 1950) é um professor e escritor português especializado nas literaturas africanas.
Estudou no Liceu Alexandre Herculano do Porto e licenciou em Estudos Portugueses (Universidade do Porto, 1980), Mestre em Literaturas Africanas e Brasileira (Universidade de Lisboa, 1980) e Doutor em Literaturas Africanas (Universidade de Coimbra, 1994). Efetuou estágio de pós-doutoramento na Universidade de Cergy-Pontoise (Páris, 1998 e 1999).
É doutorado em Literaturas Africanas pela Faculdade de Letras da Universidade de Coimbra (FLUC) onde é Professor Associado. É também responsável pelas cadeiras de Literaturas Africanas de Língua Portuguesa, desde 1981, e também de Culturas Africanas. Leciona também literatura brasileira, cultura brasileira e estudos culturais (Universidade de Salamanca, FLUC etc.). É o decano dos professores de Literaturas Africanas em Portugal.
Criou em Coimbra o Mestrado e a Pós-graduación de Literaturas e Culturas Africanas e da Diáspora (2001-2005) e foi professor no mestrado em Relações Interculturais da Universidade Aberta (Porto, 1996-2000). Foi professor convidado da Universidade de Salamanca (1996-1997), inaugurando o ensino de Literaturas Africanas de Língua Portuguesa, lecionando também História do Brasil, Cultura Brasileira e Literatura Brasileira. Participou, ainda, no Laboratório de Estudos Afro-Brasileiros da Universidade Estadual de Londrina. Dirigiu na Universidade de Salamanca o Curso Extraordinário: “Literaturas africanas y poscolonialidad: tradición, tragedia, género y derechos humanos”. Dirigiu teses e participou em múltiplas palestras e actividades.
Foi jornalista em Luanda (1974) e no Porto (1977-1983). Exerceu a crítica lieraria nos jornais Diário de Luanda e A Província de Angola (1972-1974), África (Lisboa, anos 1980-1990) e do Jornal de Letras, Artes & Ideias (Lisboa,  2002-2012). Coordenou (com Ernesto Rodrigues e José Viale Moutinho) os três volumes de Atualização (2002-2003) do Dicionário das Literaturas Portuguesa, Galega e Brasileira dirigido por Jacinto do Prado Coelho, na Editora Figueirinhas (Porto), tendo escrito cerca de 440 verbetes de Literaturas Africanas e Brasileira. Dirigiu uma colecção de ensaios sobre literaturas e culturas africanas, na Editora Novo Imbondeiro, de Lisboa (2001-2007), e uma breve colecção de ficção brasileira da Editora Figueirinhas, do Porto (2003-2005). As suas investigações dirigem à História, Sociedade, Política e Cultura e às Literaturas Africanas, além do estudo de aforismos e outros textos curtos em várias culturas e também vários aspectos de culturas orientais e do Médio Oriente.
"As categorias da poesia (com referências à negritude)" é o seu contributo nos Estudos dedicados a Carvalho Calero, Vol. II (ed. de José Luís Rodríguez), 2000. Participou em X Jornadas do Ensino - Escola de Verão da Galiza e Portugal (1986): Literaturas africanas de língua portuguesa: problemas de análise textual.  Em 1987 no Encontro sobre Castelao: Castelao e a Lusofonia. Colaborou nos Cadernos de Literatura e Diversidade, v. 10, 1981: "Conflitos sociais nas literaturas africanas de língua portuguesa". Em Agália, v. 4, 1985:  "A linguagem poética da angolanidade".

## Obra

### Ensaio
- Literatura calibanesca 1(1985). Porto: Afrontamento. 142 p .
- De letra em riste. Identidade, autonomia e outras questões na literatura de Angola, Cabo Verde, Moçambique e S. Tomé e Príncipe (1992). Porto: Afrontamento. 107 p .
- Literatura africana de expressão portuguesa (1995). c/ Inocência Mata e Elsa R. dos Santos. Lisboa, Universidade Aberta. 423 p.
- A negritude africana de língua portuguesa (1995). Porto, Afrontamento. 533 p.
- Identidades (1996). ed. Coimbra: A Mar Arte/D-G/AAC. 117 p.
- Ensaios afro-literários (2001). 2ª ed. 2005. Lisboa, Novo Imbondeiro. 222 p.
- Cinco povos cinco nações. Estudos de literaturas africanas,(2007). Com Maria João Simões & Lola Geraldes Xavier (orgs.). Lisboa, Novo Imbondeiro.
- Santa Barbara Portuguese Studies. Vol. 10 - "As Literaturas Africanas de Língua Portuguesa" (English and Spanish Edition) (2008). De João Camilo dos Santos (Editor) Pires Laranjeira and Lola Geraldes Xavier (org.) (Author), João Camilo dos Santos (Editor). Center for Portuguese Studies, Santa Barbara. ISBN 978-0978817978.
- A noção de ser. Textos escolhidos sobre a poesia de Agostinho Neto (2014). (org. c/ Ana T. Rocha). Luanda : Fundação Dr. António Agostinho Neto.

### Poesia
- Vinte e seis poemas iniciais (1971).  Coimbra: Livros Sem Editor. 56p .
- As portas do corpo (1980).Porto: Oiro do Dia. 35p .
- As figuras de estilo e outras figuras (1990). Pontevedra/Braga, Fundação Europeia Viqueira. 178 p.